# ディ・コンプレックス
株式会社ディ・コンプレックス（英社文名:D:COMPLEX CO., LTD）は、テレビ番組の制作プロダクション会社である。1993年（平成5年）10月1日設立。
格闘技を中心としたスポーツ・バラエティ・情報番組の制作をしている。『発掘!あるある大事典』で事実上、活動停止に追い込まれた日本テレワークの関連会社である。同社も下請けとして『あるある大事典』の制作を手がけていた。
2024年4月1日に株式会社daInaRIを譲受し、大阪支社を設置、同年12月1日に株式会社パンスール東京制作部TV制作課（旧スクラッチ）を譲受し、同社の制作番組などの事業を引き継いだ。

## 会社概要

### 所在地・設立年月日
- 所在地
  - 本社：〒106-0032 東京都港区六本木3-16-35 イースト六本木ビル
  - 大阪支社：〒530-0053 大阪府大阪市北区末広町3-3 大同パークサイドビル2-A
- 設立年月日：1993年10月1日

### 役員
- 代表取締役社長：西山雅庸
- 専務取締役：有田武史
- 常務取締役：西雅史
- 取締役：奥川拓二、神尾昌宏、丸林徳昭、平岩憲和
- 監査役：橋本淳也

## 所属スタッフ
プロデューサー
- 有田武史（専務取締役）
- 西雅史（常務取締役）
- 神尾昌宏（取締役）
- 平岩憲和（daInaRIへ移籍、取締役兼大阪支社長）
- 古賀太隆（部長）
- 田本紀子（副部長）
- 菅大輔（パンスールへ移籍）
- 小八重泰臣（パンスールへ移籍）
- 山口大輔
- 永盛健之（オフィスながもと兼任）
- 松崎光洋（副部長）

チーフディレクター
- 丸林徳昭（取締役）
- 夫馬教行（副部長）
- 松崎光洋（副部長）

ディレクター
- 大城浩一郎
- 舟見泉
- 伊豫直哉
- 窪園真一郎
- 海野友梨
- 川上大幾
- 斎藤思優
- 高橋洋平
- 深見真吾
- 茂垣考宏
- 野代隆志
- 横田哲平
- 太田直登
- 山下達也
- 岸本泰
- 若松芳行
- 茂垣考宏
- 湯浅遼
- 井上佳央璃
- 田村雄哉

アシスタントプロデューサー
- 鯉江舞
- 馬場瞳
- 浜野美咲
- 森本有紀子
- 尾谷優美

アシスタントディレクター
- 伊波希
- 遠藤竜也
- 對馬未沙子

## 主な制作作品

### テレビ番組
（凡例）太字：現在放映中のテレビ番組及び継続中の特別番組、※：スタッフロール表記なしによるスタッフ協力の担当番組。

### 映画
- 聯合艦隊司令長官 山本五十六 -太平洋戦争70年目の真実-